# Сакс (Аліканте)
Сакс, Сайш (ісп. Sax (офіційна назва), валенс. Saix) — муніципалітет в Іспанії, у складі автономної спільноти Валенсія, у провінції Аліканте. Населення — 9988 осіб (2022).

## Географія
Муніципалітет розташований на відстані близько 320 км на південний схід від Мадрида, 36 км на північний захід від Аліканте.
На території муніципалітету розташовані такі населені пункти: (дані про населення за 2010 рік)
- Сакс: 10088 осіб
- Ла-Колонія-Санта-Еулалія: 11 осіб

## Демографія
Динаміка населення (INE ):

## Галерея зображень

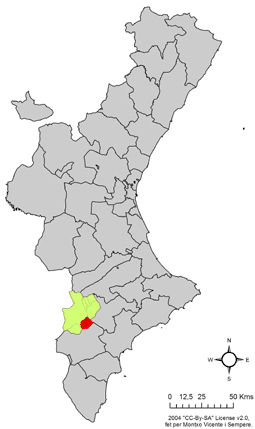
Розташування муніципалітету у автономній спільноті Валенсія
Розташування муніципалітету Сакс у комарці Альто-Віналопо
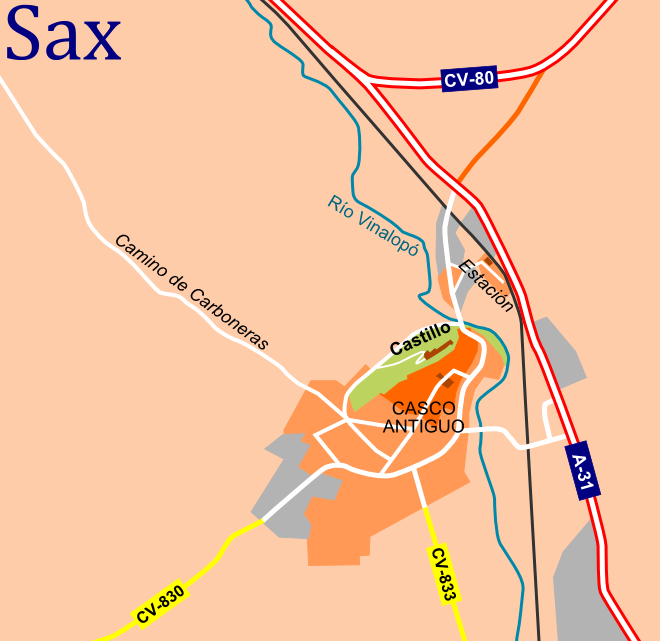
План міста
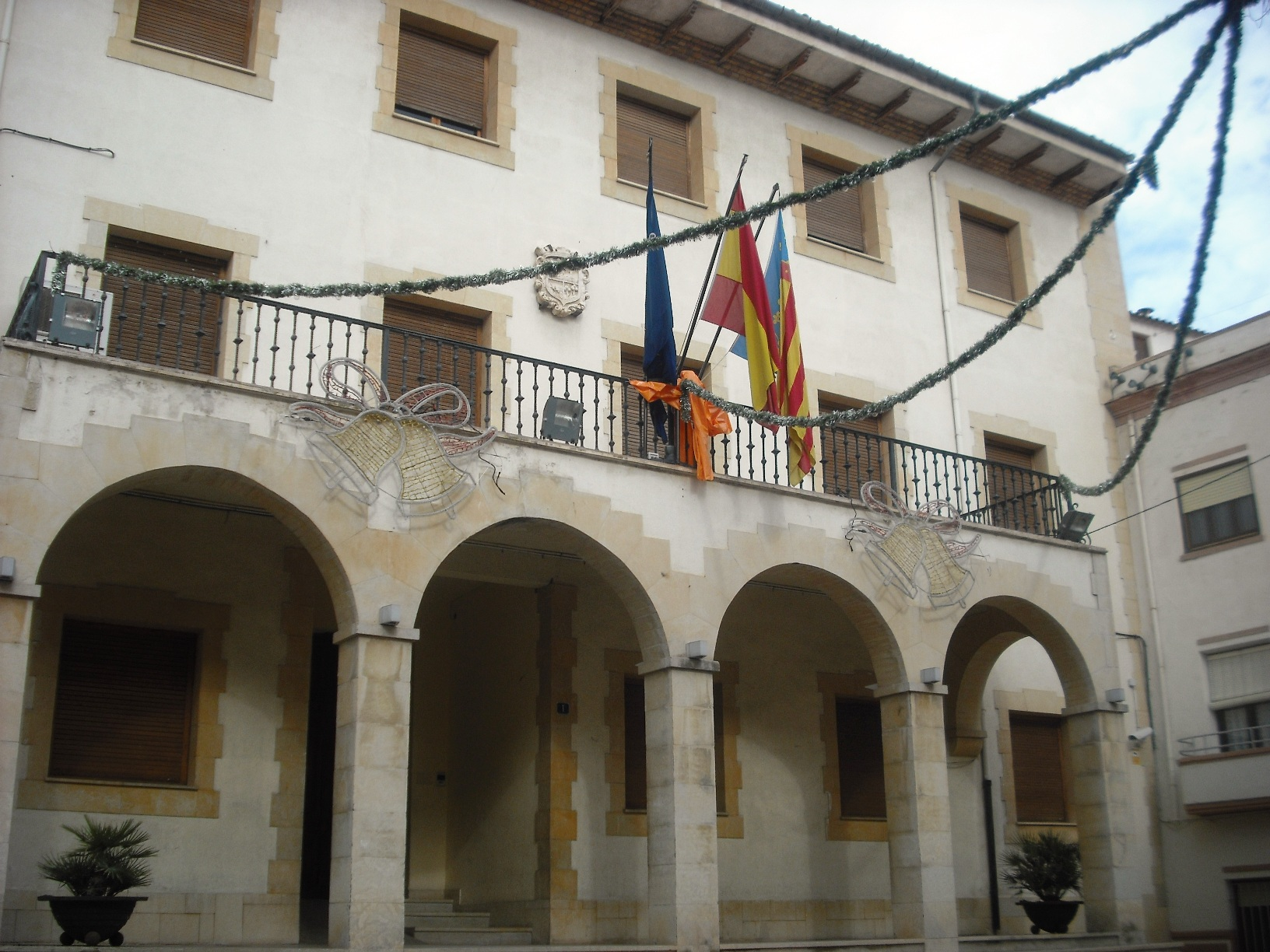
Муніципальна рада
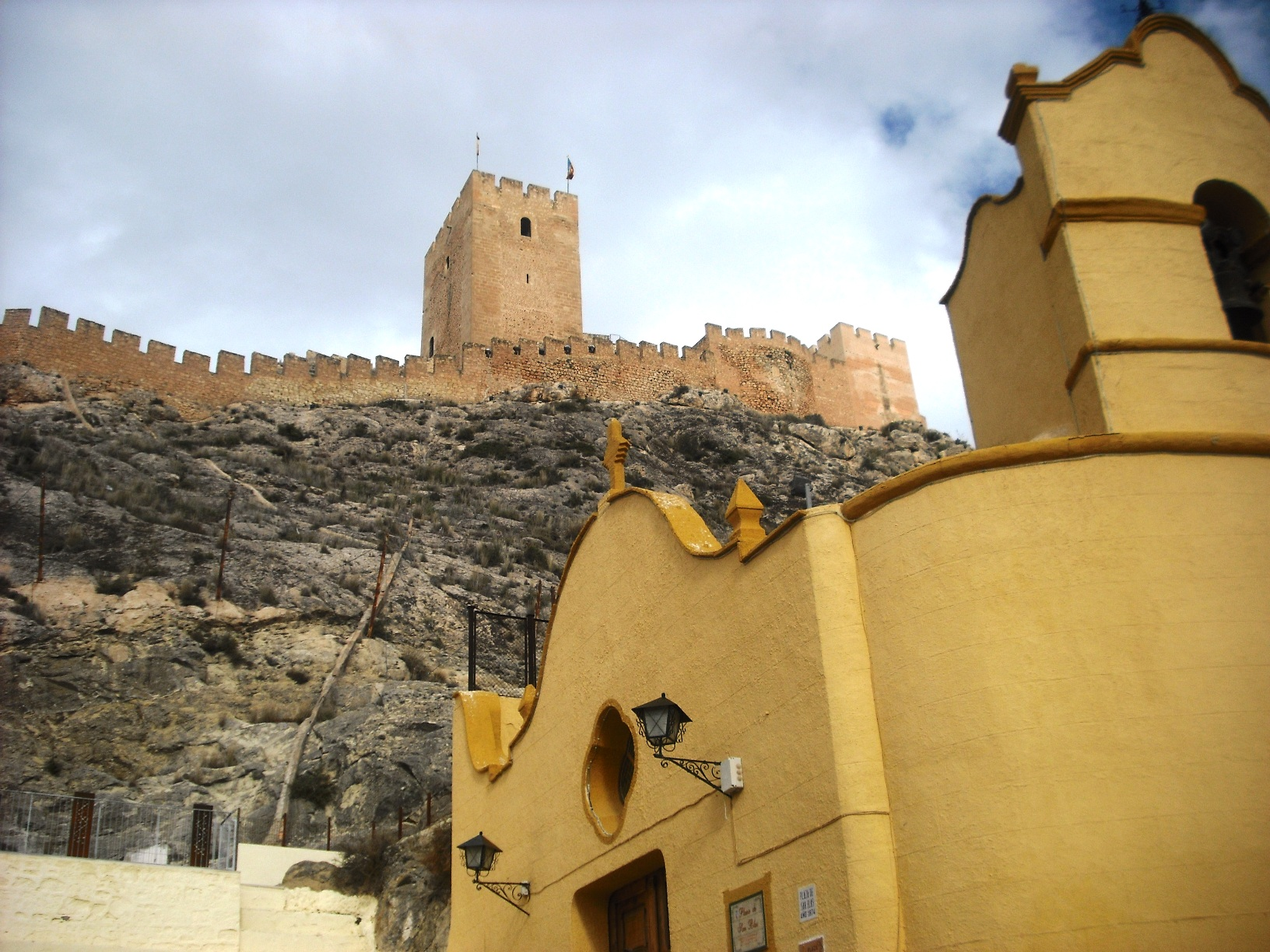
Замок і каплиця Сан-Блас
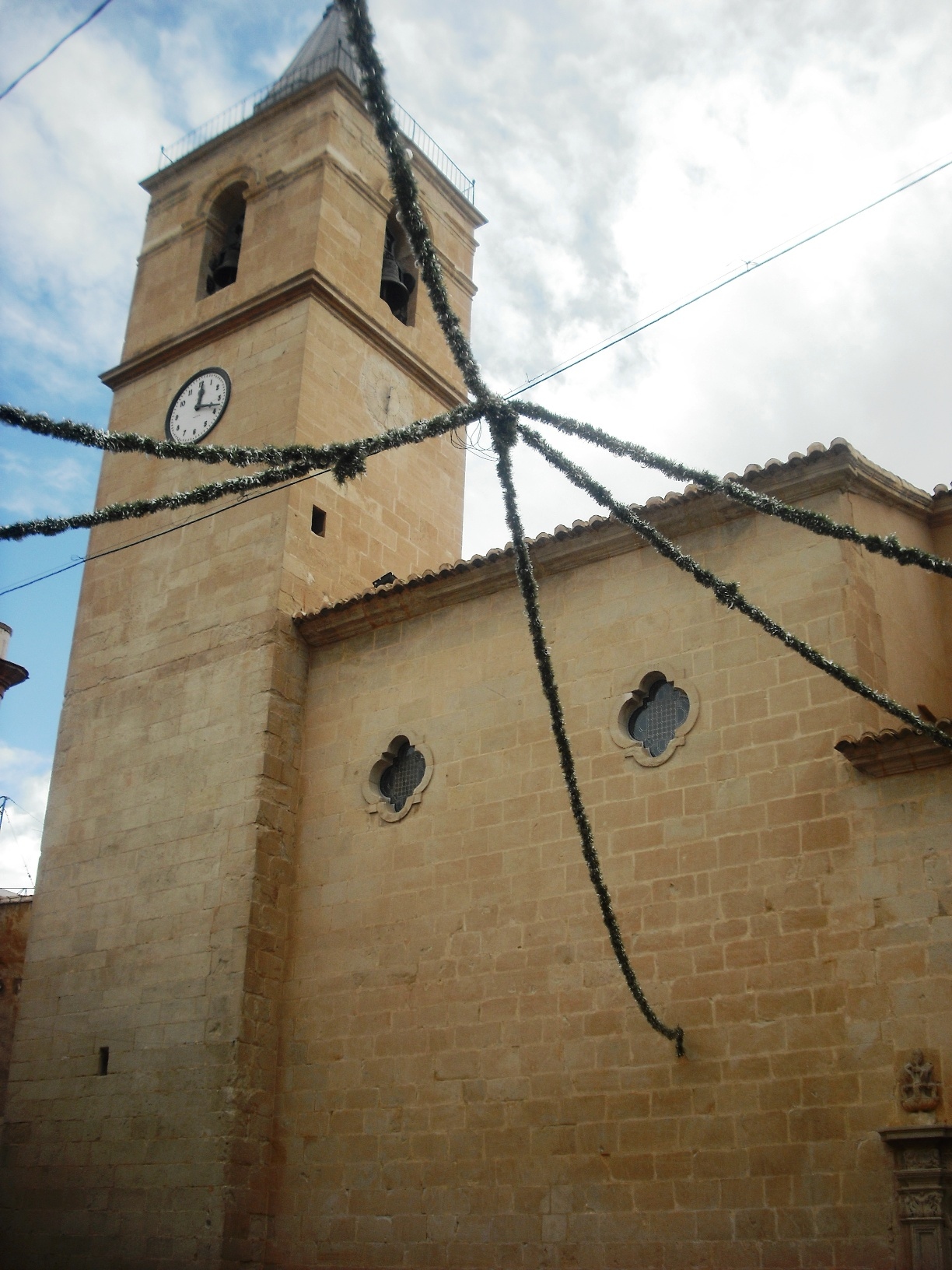
Церква Ла-Асунсьйон